# ボンバ米

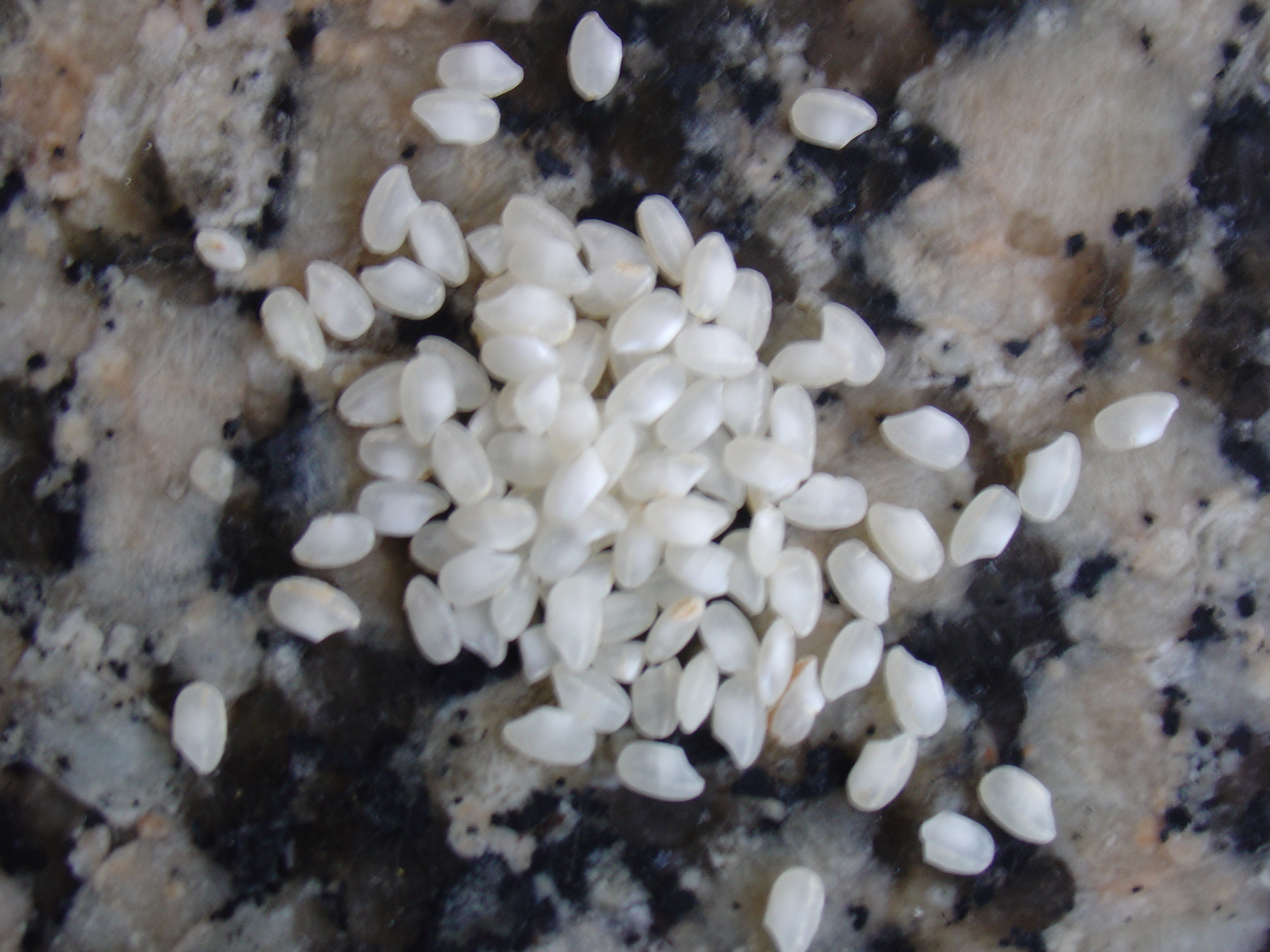
ムルシア州カラスパーラで生産されたボンバ米

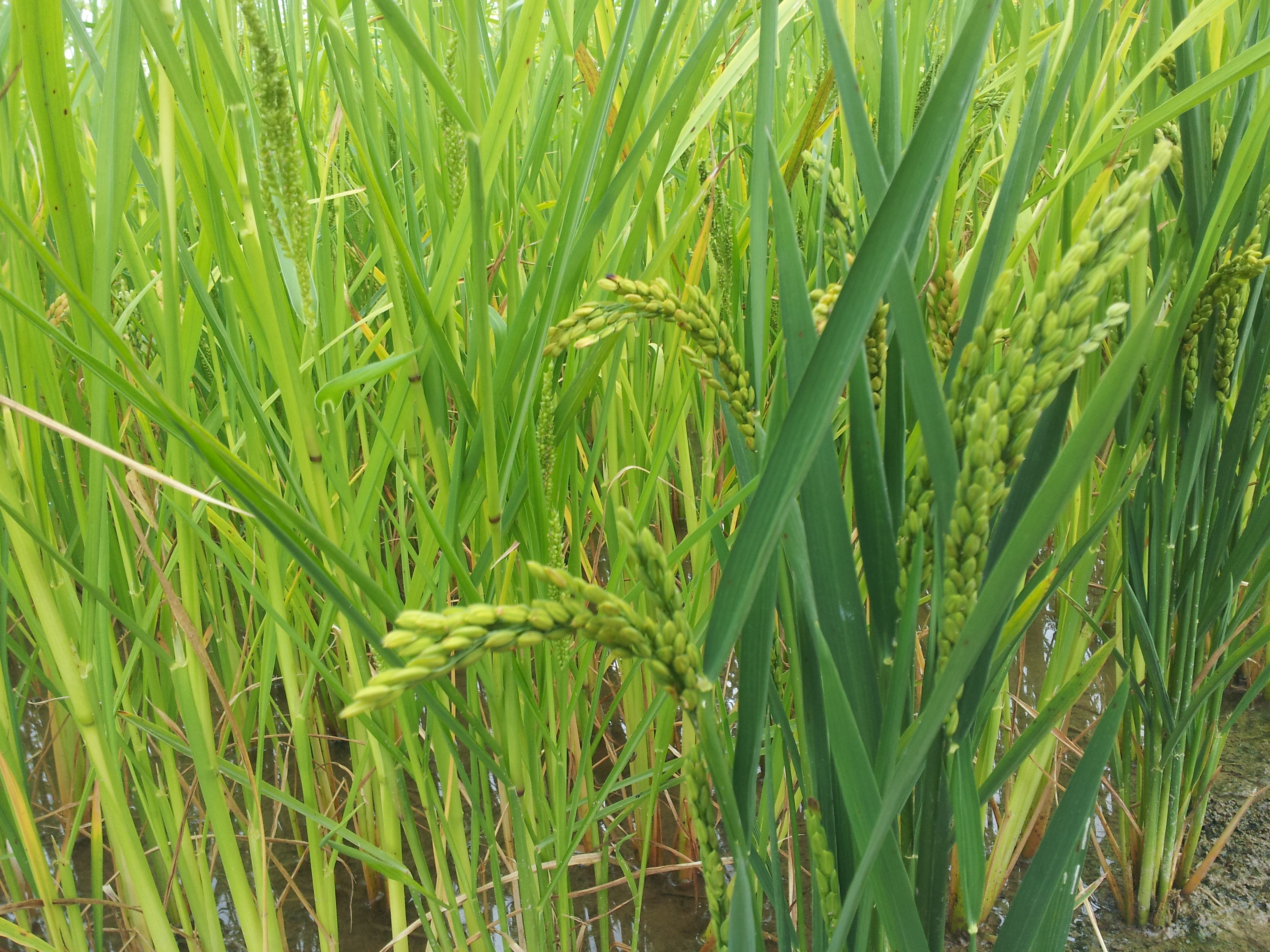
バレンシア県ソリャーナで栽培されているボンバ米の稲

ボンバ米（スペイン語: arroz bomba、カタルーニャ語: arròs bomba）は短〜中粒の米である。主にスペイン東南部で栽培されている。パエリアやその他のバレンシア料理で使われる。
稲の全長は高く、おおよそ1500mmを超える為、倒伏する可能性が高く、実りの脱粒もしやすい。
炊飯時は、水分を多く含み体積を大きくする特徴があるためパエリア調理にむいている。

## 特徴
ボンバ米はインドの品種を起源とし、中東経由でイベリア半島に持ち込まれたと考えられている。アミロースを多量に含むので、調理するとパラッとした仕上がりになる。真珠のような白色と揃った堅さの短粒種である。ボンバ米は、はぜることなく2倍から3倍の体積の水を吸収できるという特徴があり、調理時には類似の品種よりも多量の水が必要である。また、調理しても粒立ちが良く残る。
ボンバ米はスペインで最も高価な米品種であり、特にデノミナシオン・デ・オリヘン（DO、原産地呼称）であるムルシア州カラスパーラと同州モラターリャのものが高価である。その他の著名な産地としては、バレンシア州バレンシア県シリャ、同州アリカンテ県ペゴ、カタルーニャ州ジローナ県パルス（パルス米）がある。